# Au Vieux Spijtigen Duivel
Au vieux spijtigen duivel ou Au vieux spytigen duivel, surnommée le Vieux Spijt par les bruxellois, est une brasserie-restaurant située à Uccle et dont l'existence est attestée depuis le XVIIIe siècle. La légende le fait toutefois remonter à l'année 1500, ce qui en fait l'un des plus vieux établissements de la région bruxelloise. 
Depuis 2010, le bâtiment est classé.
En flamand (patois bruxellois du néerlandais), le spijtigen duivel signifie le « diable repentant ». 

## Légende
La légende veut que le vieux spijtigen duivel existe depuis 1500,, et qu' à l'époque il s'appelait À l'ange, mais dans les années 1540 Charles Quint étant descendu incognito dans l'établissement et trouvant la patronne, nommée Bette, désagréable, il aurait décidé de renommer l'établissement « Au vieux spijtigen duivel ».

## Histoire
En 1712, le gouvernement décide de la construction d'une chaussée en pierre reliant Bruxelles à Alsemberg. Le vieux spijtigen duivel était initialement une auberge situé sur cette chaussée qui aurait été construite entre 1726 et 1741. En 1769, sur la carte de Ferraris, l'établissement est indiqué sous le nom Spijtigen Duivel et sous le nom Spytighen Duyvel sur la carte de Ferraris de 1771-1778.

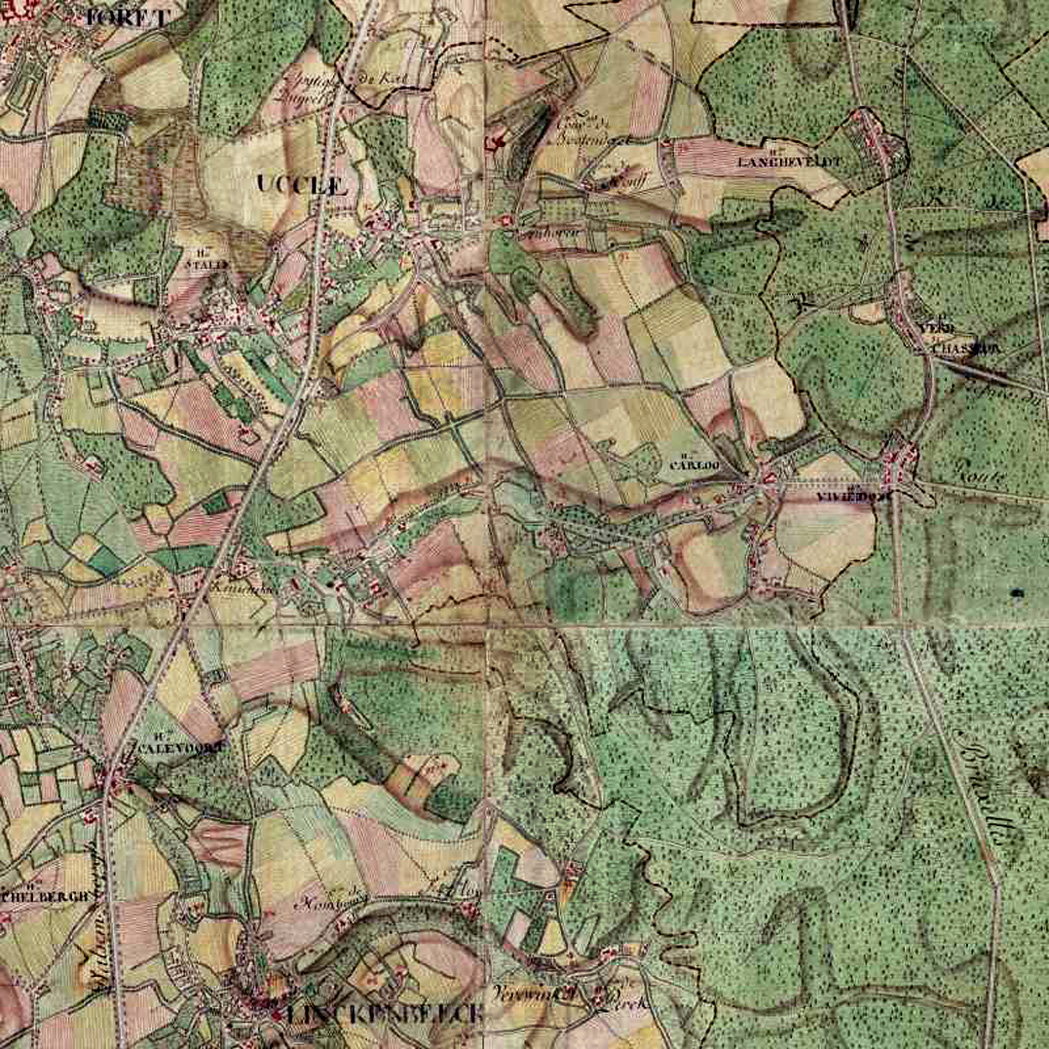
sur la carte de Ferraris au dessus de l'inscription Uccle est indiqué le Spytighen Duyvel.

Il reste une auberge jusqu’au XIXe siècle. On le cite comme une auberge très renommée en 1855. Baudelaire a écrit un certain nombre de ces livres dans cet établissement, dont entre autres Pauvre Belgique. Victor Hugo aurait aussi fréquenté l’établissement.
L'établissement sert également de maison communale pour Uccle avant qu'une véritable maison communale soit construite. Ce fut aussi le lieu de l'une des barrières pour le droit de péage pour pouvoir circuler sur la chaussée d'Alsemberg. 
En 1837, un arrêt nommé le Vieux spijt existait aussi sur la ligne du premier service d'omnibus reliant Bruxelles à Uccle-Calevoet.
En 1954, une partie du bâtiment est détruite dans un incendie.

## Décors intérieurs
Le café avec son poêle Godin sont d'origine tout comme l'escalier menant au premier étage. On retrouve également une belle cave voutée datant du XVIIIe siècle. L'ancienne porte de l'entrée, en bois peint, est d'origine et date également du XVIIIe siècle .

## Culture
La café apparait dans l'album de Blake et Mortimer: Les Sarcophages du 6e continent,.